# Хитачинака
Хитачинака (јап. ひたちなか市) град је у Јапану у префектури Ибараки. Према попису становништва из 2005. у граду је живело 153.639 становника.

## Становништво
Према подацима са пописа, у граду је 2005. године живело 153.639 становника.
| 1995.   | 2000.   | 2005.   |
| ------- | ------- | ------- |
| 146.750 | 151.673 | 153.639 |